# The Bachelor (Album)
The Bachelor (deutsch: Der Junggeselle) ist das vierte Studioalbum des britischen Musikers Patrick Wolf. Nach dem Bruch mit seiner Plattenfirma Loog im Jahr 2007 entschied sich Patrick Wolf, sein nächstes Album, welches den Titel Battle tragen sollte, über seine Fans zu finanzieren, welche auf der Internetplattform Bandstocks gegen exklusive Vorinformationen und Vorkaufsrechte auf Sammlereditionen in die Produktion des Albums vorinvestierten. Schließlich wurde Battle, welches als Doppelalbum geplant war, in zwei Teile aufgespalten: The Bachelor erschien am 1. Juni 2009, der Folgeteil The Conqueror sollte 2010 folgen. Es erschien jedoch erst Mitte 2011 unter dem Titel Lupercalia, der sich auf das römische Fest der Lupercalien bezieht.

## Inhaltliche Konzeption
Sowohl The Bachelor als auch The Conqueror sollen biographische Themen des Künstlers wiedergeben, aber in scharfem Kontrast zueinander stehen. Dies beruht darauf, dass Patrick Wolf die Arbeit an Battle nach eigener Aussage in einer Phase begonnen hatte, als er schwer von Liebeskummer geplagt war. Das Thema der Einsamkeit findet besonders deutlich im Titelsong seinen Ausdruck “I will never marry, marry at all – no one will wear my silver ring”. Das Folgealbum The Conqueror dagegen soll überwiegend aus Liedern bestehen, die in einer späteren Phase entstanden sind, als Patrick Wolf glücklich verliebt war.
Das erzählende Ich, das in vielen Liedern durchaus biographische Spuren trägt, bezeichnet sich häufig als „Junge“ oder „Sohn“ (etwa in Vulture), und findet sich auf zahlreichen abenteuerlichen Irrwegen durch das Werk hindurch; diese führen durch Dickichte (Thickets) und durch das Labyrinth des Minotauros im Lied Theseus. Aus diesen Irrwegen heraus führen den jungen Abenteurer, der Held und Schelm zugleich ist, jedoch mehrere rote Fäden zu seinem „verfluchten und gesegneten“ Weg (“the cursed and blessed open road”, wie es im Schlussstück The Messenger heißt). Einer davon ist die Abrechnung mit dem eigenen Vater, etwa in den Liedern Oblivion (“father - where’s my gun?”) und – mit besonders persönlicher Note – in Blackdown, das Patrick Wolfs Familiengeschichte thematisiert.
Auch setzt sich Patrick Wolf expliziter und offensiver mit seiner Homosexualität auseinander, als er dies auf früheren Alben getan hat, besonders in Battle (“I am so sick of being told my identity is in minority”).

## Titelliste
1. Kriegspiel – 0:47
2. Hard Times – 3:33
3. Oblivion – 3:24
4. The Bachelor – 3:13
5. Damaris – 5:28
6. Thickets – 4:08
7. Count of Casualty – 5:03
8. Who Will? – 3:31
9. Vulture – 3:22
10. Blackdown – 5:21
11. The Sun Is Often Out – 3:33
12. Theseus – 4:40
13. Battle – 3:07
14. The Messenger – 3:39

## Gastauftritte
Die Schauspielerin Tilda Swinton tritt in mehreren Liedern (Oblivion, Thickets, Theseus) als Sprechstimme auf, die teils monologisch, teils dialogisch mit dem Sänger (Patrick Wolf) interagiert.

## The Spinster
Gleichzeitig mit dem Album erschien als Ergänzung in limitierter Auflage die EP The Spinster (deutsch: Die alte Jungfer). Es enthält neben zwei Remixen von The Bachelor und Who Will? und zwei weiteren Versionen älterer Titel auch das Stück Vaeety Braeu, ein neu arrangiertes Traditional von der Insel Man in der gälischen Sprache Manx.